# Wolfgang Strauss
Wolfgang Strauss (født 22. juli 1927 i Dresden, Tyskland - død 5. april 2018) var en tysk komponist og lærer.
Strauss studerede komposition hos Fidelio Finke, og arbejdede senere for Tysk Radio, og underviste i komposition privat. Han har skrevet fem symfonier, orkesterværker, kammermusik, koncertmusik etc.

## Udvalgte værker
- 5 Symfonier - for orkester
- Lille Symfoni i C - for orkester